# Operacja Złota Ręka
Operacja Złota Ręka (hebr. ‏יד זהב‎) – wspólna operacja IDF, Szin Betu i Jamamu mająca na celu uratowanie dwóch zakładników porwanych do Rafah podczas ataku na Nir Jicchak w dniu 7 października 2023 r.
Operacja rozpoczęła się 12 lutego 2024 r. o godzinie 1:49 i zakończyła się sukcesem uratowaniem zakładników. Jeden z biorących udział w akcji żołnierzy został lekko ranny. 
Ministerstwo Zdrowia Strefy Gazy poinformowało, że co najmniej 94 Palestyńczyków zostało zabitych przez Izrael w przeprowadzonych mniej więcej w tym samym czasie nalotach, które wykorzystano jako przykrywkę dla operacji.